# بیتمن (ویسکانسین)
بیتمن (به انگلیسی: Bateman) یک منطقهٔ مسکونی در ایالات متحده آمریکا است که در لافایت واقع شده‌است. بیتمن ۲۸۵٫۹۱ متر بالاتر از سطح دریا واقع شده‌است.